# Atenea despreciando a Hefesto
Atenea despreciando a Hefesto es un cuadro del pintor Paris Bordone, realizado entre los años 1555 y 1560. Aunque no está definitivamente comprobado, los investigadores sugieren que puede haber sido parte de un ciclo mural decorativo en las paredes o el techo de una casa veneciana.

## El tema

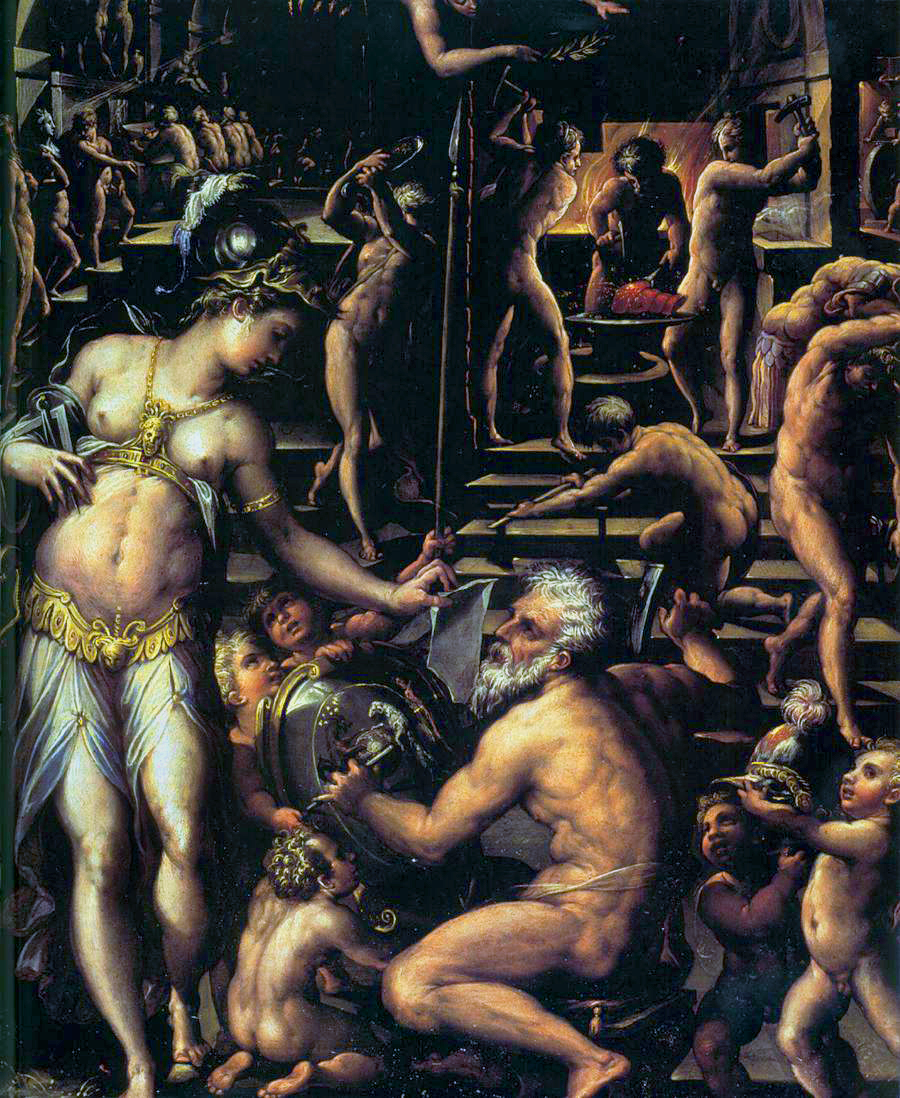
La forja de Vulcano, con Atenea y Hefesto como protagonistas, 1568, Giorgio Vasari.

Hefesto, dios de la fragua y el fuego y creador de las armas y objetos de los dioses olímpicos, se caracterizaba por su fealdad, su cojera y también por las infidelidades de su esposa, la diosa Afrodita, causa de risas y envidias de otros dioses. Sorprende por ello que, en una ocasión en la que la diosa Atenea, que había acudido a la fragua de Hefesto, el Vulcano romano, para pedir unas armas que habían sido hechas por el dios herrero, este perdiera el control y quisiera conquistar a la patrona de Atenas. La diosa virgen, asqueada por la agresión, rechaza a Hefesto, limpiándose los restos de semen que el dios había eyaculado y de estos nacería el primer rey de Atenas, Erictonio.

## La obra
Hefesto, semidesnudo y con la fragua en la izquierda de la imagen, agarra a Atenea por el brazo. La diosa, con la pierna también desnuda, muestra con su gesto el asco y desprecio que le produce la acción del dios que había propiciado su propio nacimiento.
El autor, Bordone, tiene otros cuadros de contenido mitológico, uno de ellos de 1549 sobre el descubrimiento de Hefesto de la infidelidad de su esposa, la diosa Afrodita con Ares.